# Lepidiota nigrofusca
Lepidiota nigrofusca är en skalbaggsart som beskrevs av Moser 1913. Lepidiota nigrofusca ingår i släktet Lepidiota och familjen Melolonthidae. Inga underarter finns listade i Catalogue of Life.